# Norma Shearer
Edith Norma Shearer (10 tháng 8 năm 1902 – 12 tháng 6 năm 1983) là một nữ diễn viên người Mỹ gốc Canada đã từng đoạt tượng vàng Oscar. Shearer là một trong những nữ diễn viên nổi tiếng nhất thế giới từ giữa thập niên 20 cho đến khi bà giải nghệ năm 1942. Những vai diễn thời niên thiếu đã tạo cho bà hình tượng thiếu nữ mới lớn ngây thơ nhưng từ sau bộ phim năm 1930 The Divorcee, bà đã đột phá với hình ảnh những phụ nữ đầy đam mê tình ái trong các bi hài kịch hiện đại phức tạp hay phim lịch sử.
Không như nhiều đồng nghiệp ở MGM, danh tiếng của Shearer lụi tàn nhanh chóng sau khi bà giải nghệ. Cho đến khi qua đời năm 1983, bà chỉ có một vài vai đáng nhớ như trong The Women, Marie Antoinette, và Romeo and Juliet và sau đó như một ngôi sao bị quên lãng.
Tuy nhiên, di sản của Shearer bắt đầu được xem xét lại trong những năm 90 với hai cuốn tiểu sử được xuất bản; các đài TCM và VHS phát hành nhiều bộ phim của bà, mà phần lớn trong số đó chưa được trình chiếu. Shearer đã trở nên một huyền thoại về hình ảnh phụ nữ giải phóng, tự do yêu đương và tình dục.
Ngày nay, Norma Shearer được đông đảo những người tiên phong trong công cuộc bình đẳng giới trong lĩnh vực điện ảnh tưởng nhớ: "nữ diễn viên Mỹ đầu tiên biến cảnh nóng thành nghệ thuật và lại không xuất hiện như một trinh nữ trên màn ảnh"."

## Phim tham gia

### Phim câm: 1919–1928
| Năm  | Tên phim                             | Vai diễn                          | Đạo diễn                         | Diễn viên tham gia                                                                           | Ghi chú                                |
| ---- | ------------------------------------ | --------------------------------- | -------------------------------- | -------------------------------------------------------------------------------------------- | -------------------------------------- |
| 1919 | The Star Boarder                     | Thành viên của Big V Beauty Squad | Larry Semon                      | Larry Semon, Lucille Carlisle, Frank Alexander                                               |                                        |
| 1920 | The Flapper                          | không chắc chắn                   | Alan Crosland                    | Olive Thomas, Warren Cook                                                                    |                                        |
| 1920 | Way Down East                        | Vũ công                           | D. W. Griffith                   | Lillian Gish, Richard Barthelmess                                                            |                                        |
| 1920 | The Restless Sex                     | không chắc chắn                   | Leon D'Usseau, Robert Z. Leonard | Marion Davies, Ralph Kellard                                                                 |                                        |
| 1920 | Torchy's Millions                    | không chắc chắn                   |                                  | Johnny Hines, Dorothy Mackaill                                                               |                                        |
| 1920 | The Stealers                         | Julie Martin                      | Christy Cabanne                  | William H. Tooker, Robert Kenyon, Myrtle Morse                                               |                                        |
| 1921 | The Sign on the Door                 | không chắc chắn                   | Herbert Brenon                   | Norma Talmadge, Charles Richman, Lew Cody                                                    |                                        |
| 1922 | The Leather Pushers                  | không chắc chắn                   | Edward Laemmle                   | Reginald Denny, Billy Sullivan                                                               |                                        |
| 1922 | The End of the World                 | không chắc chắn                   | Harvey G. Matherson              | Jack Pickford                                                                                |                                        |
| 1922 | The Man Who Paid                     | Jeanne Thornton                   | Oscar Apfel                      | Wilfred Lytell, Florence Rogan                                                               |                                        |
| 1922 | Channing of the Northwest            | Jess Driscoll                     | Ralph Ince                       | Eugene O'Brien, Gladden James                                                                |                                        |
| 1922 | The Bootleggers                      | Helen Barnes                      | Roy Sheldon                      | Walter Miller, Paul Panzer, Jules Cowles, Hazel Flint                                        |                                        |
| 1923 | A Clouded Name                       | Marjorie Dare                     | Austin O. Huhn                   | Gladden James, Yvonne Logan, Richard Neill                                                   |                                        |
| 1923 | Man and Wife                         | Dora Perkins                      | John L. McCutcheon               | Maurice Costello, Gladys Leslie                                                              |                                        |
| 1923 | The Devil's Partner                  | Jeanne                            | Caryl S. Fleming                 | Charles Delaney, Henry Sedley                                                                |                                        |
| 1923 | Pleasure Mad                         | Elinor Benton                     | Reginald Barker                  | Huntley Gordon, Mary Alden                                                                   |                                        |
| 1923 | The Wanters                          | Marjorie                          | John M. Stahl                    | Marie Prevost, Robert Ellis, Gertrude Astor                                                  |                                        |
| 1923 | Lucretia Lombard                     | Mimi Winship                      | Jack Conway                      | Irene Rich, Monte Blue, Marc McDermott                                                       |                                        |
| 1924 | The Trail of the Law                 | Jerry Vardon                      | Oscar Apfel                      | Wilfred Lytell, John P. Morse                                                                |                                        |
| 1924 | The Wolf Man                         | Elizabeth Gordon                  | Edmund Mortimer                  | John Gilbert, Alma Francis, Eugene Pallette                                                  |                                        |
| 1924 | Blue Water                           | Lillian Denton                    | David Hartford                   | Pierre Gendron, Jane Thomas                                                                  |                                        |
| 1924 | Broadway After Dark                  | Rose Dulane                       | Monta Bell                       | Adolphe Menjou, Anna Q. Nilsson, Edmund Burns, Carmel Myers                                  |                                        |
| 1924 | Broken Barriers                      | Grace Durland                     | Reginald Barker                  | James Kirkwood, Adolphe Menjou, Mae Busch                                                    |                                        |
| 1924 | Empty Hands                          | Claire Endicott                   | Victor Fleming                   | Jack Holt, Charles Clary                                                                     |                                        |
| 1924 | Married Flirts                       | cameo appearance                  | Robert G. Vignola                | Pauline Frederick, Conrad Nagel, Mae Busch                                                   |                                        |
| 1924 | He Who Gets Slapped                  | Consuelo                          | Victor Sjöström                  | Lon Chaney, John Gilbert, Tully Marshall                                                     |                                        |
| 1924 | The Snob                             | Nancy Claxton                     | Monta Bell                       | John Gilbert, Conrad Nagel, Phyllis Haver, Hedda Hopper                                      |                                        |
| 1925 | 1925 Studio Tour                     | bản thân                          |                                  |                                                                                              |                                        |
| 1925 | Excuse Me                            | Marjorie Newton                   | Alfred J. Goulding               | Conrad Nagel, Renée Adorée, Walter Hiers, John Boles                                         |                                        |
| 1925 | Lady of the Night                    | Molly Helmer / Florence Banning   | Monta Bell                       | Malcolm McGregor, Dale Fuller                                                                |                                        |
| 1925 | Waking Up the Town                   | Mary Ellen Hope                   | James Cruze                      | Jack Pickford, Claire McDowell, Alec B. Francis                                              |                                        |
| 1925 | Pretty Ladies                        | Frances White                     | Monta Bell                       | ZaSu Pitts, Tom Moore, Ann Pennington, Lilyan Tashman                                        | Joan Crawford và Myrna Loy hát đồng ca |
| 1925 | A Slave of Fashion                   | Katherine Emerson                 | Hobart Henley                    | Lew Cody, William Haines, Mary Carr                                                          |                                        |
| 1925 | The Tower of Lies                    | Glory/Goldie                      | Victor Sjöström                  | Lon Chaney, Ian Keith, Claire McDowell, William Haines                                       |                                        |
| 1925 | His Secretary                        | Ruth Lawrence                     | Hobart Henley                    | Lew Cody, Willard Louis, Karl Dane                                                           |                                        |
| 1926 | The Devil's Circus                   | Mary                              | Benjamin Christensen             | Charles Emmett-Mack, Carmel Myers, John Milian, Claire McDowell                              |                                        |
| 1926 | Screen Snapshots                     | bản thân                          |                                  | Charles Chaplin, Billie Dove, Leatrice Joy, Elinor Glyn, Paul Bern, William S. Hart, Tom Mix |                                        |
| 1926 | The Waning Sex                       | Nina Duane                        | Robert Z. Leonard                | Conrad Nagel, George K. Arthur, Mary McAllister                                              |                                        |
| 1926 | Upstage                              | Dolly Haven                       | Monta Bell                       | Oscar Shaw, Tenen Holz, Gwen Lee                                                             |                                        |
| 1927 | The Demi-Bride                       | Criquette                         | Robert Z. Leonard                | Lew Cody, Lionel Belmore, Tenen Holz, Carmel Myers, Dorothy Sebastian                        |                                        |
| 1927 | After Midnight                       | Mary Miller                       | Monta Bell                       | Lawrence Gray, Gwen Lee, Eddie Sturgis                                                       |                                        |
| 1927 | The Student Prince in Old Heidelberg | Kathi                             | Ernst Lubistch                   | Ramon Novarro, Jean Hersholt, Philippe De Lacy                                               |                                        |
| 1928 | The Latest from Paris                | Ann Dolan                         | Sam Wood                         | George Sydney, Ralph Forbes, Tenen Holz                                                      |                                        |
| 1928 | The Actress                          | Rose Trelawny                     | Sidney Franklin                  | Owen Moore, Gwen Lee, Lee Moran                                                              |                                        |
| 1928 | Voices Across the Sea                | bản thân                          |                                  | Ernest Torrence, John Gilbert, Joan Crawford                                                 | chương trình ngắn                      |
| 1928 | A Lady of Chance                     | Angel Face Crandall               | Robert Z. Leonard                | Lowell Sherman, Gwen Lee, Johnny Mack Brown, Eugenie Besserer                                |                                        |

### Phim tiếng: 1929–1942
| Năm  | Tên phim                       | Vai diễn                              | Đạo diễn           | Diễn viên tham gia | Ghi chú |
| ---- | ------------------------------ | ------------------------------------- | ------------------ | --- | --- |
| 1929 | The Trial of Mary Dugan        | Mary Dugan                            | Bayard Veiller     | Lewis Stone, H. B. Warner, Raymond Hackett, Lilyan Tashman | |
| 1929 | The Last of Mrs. Cheyney       | Fay Cheyney                           | Sidney Franklin    | Basil Rathbone, George Barraud, Herbert Bunston, Hedda Hopper | |
| 1929 | The Hollywood Revue of 1929    | bản thân trong vai Juliet             | Charles Reisner    | Conrad Nagel, Jack Benny, John Gilbert, Marion Davies, Joan Crawford, William Haines, Buster Keaton, Bessie Love, Marie Dressler                                                     | phần hậu "Romeo và Juliet" |
| 1929 | Their Own Desire               | Lucia "Lally" Marlett                 | E. Mason Hopper    | Belle Bennett, Lewis Stone, Robert Montgomery, Helene Millard, Cecil Cunningham | đề cử - Giải Oscar cho nữ diễn viên chính xuất sắc nhất (đề cử cho hai phim, Shearer giành được giải ở phim The Divorcee)                        |
| 1930 | The Divorcee                   | Jerry Bernard Martin                  | Robert Z. Leonard  | Chester Morris, Conrad Nagel, Robert Montgomery, Florence Eldridge | Giải Oscar cho nữ diễn viên chính xuất sắc nhất                                                                                                  |
| 1930 | Let Us Be Gay                  | Bà Katherine Brown                    | Robert Z. Leonard  | Marie Dressler, Rod La Rocque, Gilbert Emery, Hedda Hopper, Raymond Hackett, Sally Eilers                                                                                            | |
| 1931 | Jackie Cooper's Birthday Party | bản thân                              | Charles Reisner    | Jackie Cooper, Lionel Barrymore, Matthew Beard, Wallace Beery, Marion Davies, Marie Dressler, Jimmy Durante, Clark Gable, Charlotte Greenwood, Harpo Marx, Ramon Novarro, Anita Page | chương trình ngắn |
| 1931 | Strangers May Kiss             | Lisbeth Corbin                        | George Fitzmaurice | Robert Montgomery, Neil Hamilton, Marjorie Rambeau, Irene Rich | |
| 1931 | The Stolen Jools               | bản thân                              | William C. McGann  | Wallace Beery, Buster Keaton, Edward G. Robinson | chương trình ngắn |
| 1931 | A Free Soul                    | Jan Ashe                              | Clarence Brown     | Leslie Howard, Lionel Barrymore, James Gleason, Clark Gable | đề cử - Giải Oscar cho nữ diễn viên chính xuất sắc nhất (Marie Dressler giành giải cho Min and Bill)                                             |
| 1931 | Private Lives                  | Amanda                                | Sidney Franklin    | Robert Montgomery, Reginald Denny, Una Merkel, Jean Hersholt | |
| 1931 | The Christmas Party            | bản thân                              | Charles Reisner    | Jerry Madden, Jackie Cooper, Reginald Denny, Clark Gable, Charlotte Greenwood, Cliff Edwards, Ramon Novarro, Marion Davies, Anita Page                                               | chương trình ngắn |
| 1932 | Smilin' Through                | Kathleen                              | Sidney Franklin    | Fredric March, Leslie Howard, O. P. Heggie | |
| 1932 | Strange Interlude              | Nina Leeds                            | Robert Z. Leonard  | Clark Gable, Alexander Kirkland, Ralph Morgan, Robert Young, May Robson, Maureen O'Sullivan                                                                                          | |
| 1934 | Riptide                        | Lady Mary Rexford                     | Edmund Goulding    | Robert Montgomery, Herbert Marshall, Lilyan Tashman | |
| 1934 | The Barretts of Wimpole Street | Elizabeth Barrett Browning            | Sidney Franklin    | Fredric March, Charles Laughton, Maureen O'Sullivan | đề cử - Giải Oscar cho nữ diễn viên chính xuất sắc nhất (Claudette Colbert giành giải cho It Happened One Night)                                 |
| 1936 | Romeo và Juliet                | Juliet                                | George Cukor       | Leslie Howard, John Barrymore, Edna May Oliver, Basil Rathbone, C. Aubrey Smith | đề cử - Giải Oscar cho nữ diễn viên chính xuất sắc nhất (Luise Rainer giành giải cho The Great Ziegfeld)                                         |
| 1938 | Marie Antoinette               | Marie Antoinette                      | W. S. Van Dyke     | Tyrone Power, John Barrymore, Robert Morley, Anita Louise, Gladys George, Joseph Schildkraut, Henry Stephenson                                                                       | đề cử -Giải Oscar cho nữ diễn viên chính xuất sắc nhất (Bette Davis giành giải cho Jezebel) Giải nữ chính xuất sắc nhất - Liên hoan phim Venezia |
| 1938 | Hollywood Goes to Town         | bản thân                              | Herman Hoffman     | | phim ngắn |
| 1939 | Idiot's Delight                | Irene Fellara                         | Clarence Brown     | Clark Gable, Edward Arnold, Charles Coburn, Joseph Schildkraut, Burgess Meredith, Laura Hope Crews                                                                                   | |
| 1939 | The Women                      | Bà Stephen Haines (Mary)              | George Cukor       | Joan Crawford, Rosalind Russell, Mary Boland, Paulette Goddard, Phyllis Povah, Joan Fontaine, Virginia Weidler, Lucile Watson, Marjorie Main, Virginia Grey, Ruth Hussey             | đáng chú ý vì tham gia phim đều là diễn viên nữ                                                                                                  |
| 1940 | Escape                         | Quận chúa Ruby von Treck              | Mervyn LeRoy       | Robert Taylor, Conrad Veidt, Alla Nazimova | |
| 1942 | We Were Dancing                | Victoria Anastasia 'Vicki' Wilomirska | Robert Z. Leonard  | Melvyn Douglas, Gail Patrick, Lee Bowman, Marjorie Main | |
| 1942 | Her Cardboard Lover            | Consuelo Croyden                      | George Cukor       | Robert Taylor, George Sanders | |